# Музей истории села Александро-Калиново «Довкілля»
Музей истории села Александро-Калиново «Довкілля» — музей, основанный в 2011 году в селе Александро-Калиново Донецкой области.
Музей создан на заросшем поле.
Часть экспозиции музея размещена под открытым небом.

## История
Музей открыт 12 мая 2011 года в рамках проекта Донецкого областного совета устроенной организацией «Эненида».
7 сентября 2011 года состоялось торжественное открытие.

## Экспозиция
В музее 3 комплекса:
- Хата обставленная в стиле XVIII—XIX века, в котором находятся печка, посуда и красный угол; возраст кровати, которая находится в жилой части насчитывается 100 лет.
- Зал, в котором хранятся экспонаты, часть из которых посвящёна Великой Отечественной войне.
- Экспозиция на открытом воздухе, в которой представлены: Трактор УД-2, орудия труда, скульптуры и танк ИС-3.

Рядом со зданием стоит половецкая баба.
В музейной экспозиции представлены образцы плотницких и кузнечных инструментов, а также вещи крестьянского быта.
Музей гордится своей уникальной коллекцией весов, созданных в 1936 году.